# Pont du Théâtre
Le pont du Théâtre est un pont routier et ferroviaire français à Strasbourg, dans le Bas-Rhin. Cet ouvrage d'art en maçonnerie permet aux lignes B, C et F du tramway de Strasbourg de franchir le canal du Faux-Rempart entre l'opéra de Strasbourg et la place de la République.